# Bill Nye Saves the World

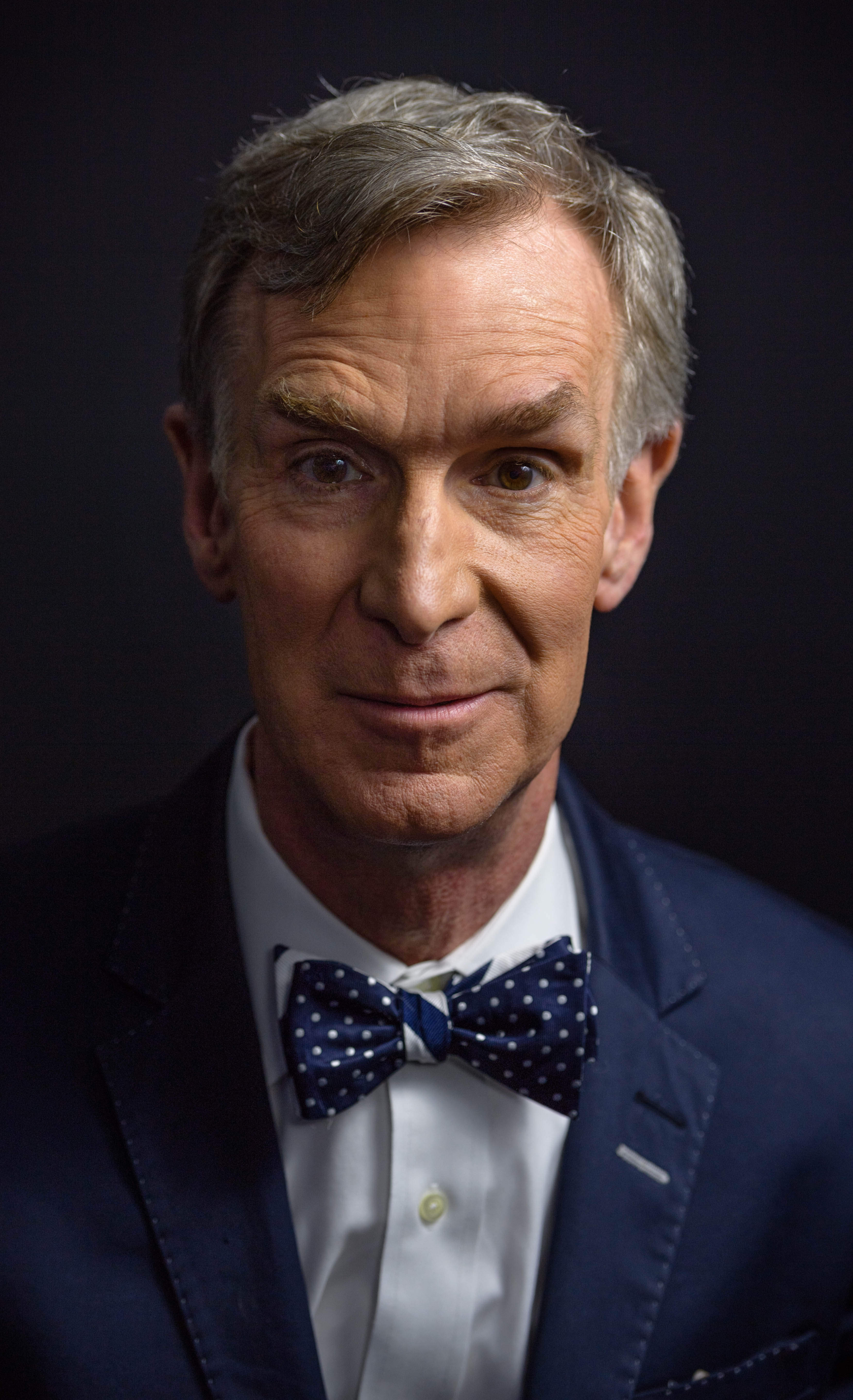
Foto de «Neil Grabowsky / Montclair Film»

Bill Nye Saves the World es un programa de televisión estadounidense que actualmente se transmite en Netflix, presentado por Bill Nye. La base del programa es que "el presentador ganador del Premio Emmy, Bill Nye, trae a expertos y famosos a su laboratorio para un programa de entrevistas que explora cuestiones científicas que afectan nuestras vidas", con el enfoque de la serie en la ciencia y su relación con la política, la cultura pop, y la sociedad. La primera temporada explora temas como el cambio climático, la medicina alternativa y los videojuegos desde un punto de vista científico, al tiempo que refuta mitos y afirmaciones anticientíficas.
Aunque el programa es presentado por Nye, cinco corresponsales ayudan en la presentación del espectáculo. Estas incluyen a la modelo Karlie Kloss, el científico y educador YouTuber Derek Muller, el comediante Nazeem Hussain, la comediante y escritora Joanna Hausmann, y la presentadora de televisión y productora Emily Calandrelli. La primera temporada, de trece episodios, se estrenó el 21 de abril de 2017. La canción principal de la serie fue producida por Tyler, The Creator. El 15 de junio de 2017, Nye anunció en su página de Facebook que la serie fue renovada para una segunda temporada de seis episodios, y se estrenó el 29 de diciembre de 2017.
El 9 de abril de 2018, Netflix anunció que el espectáculo se renovó para una tercera temporada de seis episodios, lanzada el 11 de mayo de 2018.

## Recepción
Bill Nye Saves the World recibió críticas mixtas a positivas de críticos y público. La primera temporada tiene una calificación total de 63/100 basada en 5 revisiones de Metacritic [13] y una puntuación de Rotten Tomatoes de 73% basada en 11 revisiones, con una calificación promedio de 7/10. Los segmentos de rendimiento del espectáculo han sido el foco de la crítica. En particular, la actuación de Rachel Bloom en el episodio 9 ha sido descrita como "extraña", "fuera de lugar" y "un par de minutos dolorosos". Por el contrario, Fresh Air de NPR dijo que el espectáculo es "divertido de ver" y funciona bien con la "confianza constante de Nye en hechos científicos y comprobables". Vox alabó el estilo de hablar sin complejos de Nye, aunque se preocupó de que esto pueda alejar a algunos espectadores.